# Публий Корнелий Лентул Марцеллин (квестор)
Пу́блий Корне́лий Ле́нтул Марцелли́н (лат. Publius Cornelius Lentulus Marcellinus; около 79 — после 48 гг. до н. э.) — римский военный и политический деятель из плебейской ветви рода Корнелиев, квестор 48 года до н. э.

## Биография
Публий Корнелий Лентул Марцеллин — сын Гнея Корнелия Лентула Марцеллина (консула в 56 году до н. э.), отец Публия Корнелия Лентула Марцеллина (консула в 18 году до н. э.)
В 48 году до н. э. Публий Корнелий упоминается как квестор Гая Юлия Цезаря; командовал IX легионом под Диррахием. Во время болезни квестора Гней Помпей Великий атаковал его легион, нанеся цезарианцам серьёзные потери.

### Монетарий
Денарий монетария Публия Корнелия Лентула Марцеллина
Около 50 года до н. э. Публий Корнелий занимал должность монетария. В этом качестве он отчеканил денарий (см. изображение справа). Моммзен отнёс чеканку этого денария примерно к 74 — 50 годам до н. э. Экземпляры этой монеты были найдены в кладах из Санта Анна, Оссоларо, Пьеве-Квинта, Гросспольда и Борцано, но не встречаются в кладах из Сан Грегорио ди Сассола, Компито, Кадриано, Сан Чезарио и других, датированных периодами до 50 года до н. э. и 49 — 44 годами до н. э.
Изображения на этом денарии связаны с деятельностью самого известного представителя семьи Марцеллов — Марка Клавдия Марцелла. Символ Сицилии трискелис на аверсе указывает на взятие Сиракуз в 212 году до н. э. после двухлетней осады во время II Пунической войны. Храм на реверсе связан с посвящением в храм Юпитера Феретрия доспехов (лат. Spolia opima), снятых с убитого консулом в поединке вождя галлов Бритомара (или Виридомара) во время войны против племён бойев и инсубров.